# Эскаланте (департамент)
Департамент Эскаланте  (исп. Departamento de Escalante) — департамент в Аргентине в составе провинции Чубут.
Территория — 14015 км². Население — 186583 человек. Плотность населения — 13,30 чел./км².
Административный центр — Комодоро-Ривадавия.

## Происхождение названия
Назван в честь Венсеслао Эскаланте (1852-1912), министра сельского хозяйства Аргентины в 1901-1904 годах.

## География
Департамент расположен на юго-востоке провинции Чубут.
Департамент граничит:
- на севере — с департаментами Пасо-де-Индиос, Мартирес
- на северо-востоке — с департаментом Флорентино-Амегино
- на востоке — с Атлантическим океаном
- на юге — с провинцией Санта-Крус
- на западе — с департаментом Сармьенто

## Административное деление
Департамент включает 2 муниципалитета:
- Комодоро-Ривадавия
- Рада-Тильи

## Важнейшие населенные пункты[4]
| № | Населённый пункт   | Населённый пункт (исп.) | Категория | Население чел. (2010) | На карте                        |
| - | ------------------ | ----------------------- | --------- | --------------------- | ------------------------------- |
| 1 | Комодоро-Ривадавия | Comodoro Rivadavia      | город     | 175196                | 45°52′24″ ю. ш. 67°31′18″ з. д. |
| 2 | Рада-Тильи         | Rada Tilly              | город     | 9098                  | 45°55′40″ ю. ш. 67°33′31″ з. д. |
| 3 | Диадема-Архентина  | Diadema Argentina       | поселок   | 1317                  | 45°46′44″ ю. ш. 67°40′20″ з. д. |
| 4 | Астра              | Astra                   | поселок   | 341                   | 45°43′58″ ю. ш. 67°29′32″ з. д. |
| 5 | Баия-Бустаманте    | Bahía Bustamante        | поселок   | 25                    | 45°07′35″ ю. ш. 66°32′14″ з. д. |